# Jitsuko Saitō
Jitsuko Saitō (japanisch 斎藤 実子 Saitō Jitsuko; * 18. Mai 1946) ist eine ehemalige japanische Eisschnellläuferin.
Saitō nahm von 1963 bis 1968 an nationalen Wettbewerben teil und errang in den Jahren 1964, 1965 sowie 1968 jeweils den vierten Platz bei japanischen Meisterschaften im Mini-Mehrkampf. International startete sie ausschließlich in der Saison 1967/68. Dabei belegte sie bei der Mehrkampf-Weltmeisterschaft 1968 in Helsinki den 31. Platz im Mini-Mehrkampf und bei den Olympischen Winterspielen 1968 in Grenoble den 26. Platz über 1500 m sowie den 20. Rang über 3000 m.

## Persönliche Bestleistungen
| Disziplin | Zeit       | Datum             | Ort       |
| --------- | ---------- | ----------------- | --------- |
| 500 m     | 49,3 s     | 29. Februar 1968  | Karuizawa |
| 1000 m    | 1:38,7 min | 29. Februar 1968  | Karuizawa |
| 1500 m    | 2:28,1 min | 15. Dezember 1967 | Tomakomai |
| 3000 m    | 5:20,5 min | 22. Februar 1968  | Karuizawa |
| 5000 m    | 9:31,0 min | 20. Januar 1965   | Chino     |